# グリオキサール
グリオキサール（英: glyoxal）は、有機化合物の中で最も簡単なジアルデヒド。別名 シュウ酸アルデヒド（蓚酸アルデヒド）、エタンジアール。分子式 C2H2O2、構造式 OHC−CHO。分子量 58.04。CAS登録番号は [107-22-2]。

## 性質
単体は黄色柱状の結晶であるが、40% 水溶液の形で取り扱われることが多い。融点 15 ℃、沸点 50.4 ℃。　
グリオキサールはジアルデヒドであるため、変異原性を有する（特にDNA中のグアニン残基に対して特異的に結合する）。このため、取り扱いには注意が必要だが、分解性は良好である。

## 製法
アセチレンをオゾンや酸素で酸化したり、銅触媒存在下で空気で酸化したりして作られる。
パラアルデヒド（アセトアルデヒドの3量体）を亜セレン酸で酸化して得ることもできる。
グリオキサールは種々の食品中や煙草の煙中に含まれ、グルコースの自動酸化あるいは脂質の過酸化においても生成する。

## 用途
ヒドロキシル基を持つ高分子化合物（ポリビニルアルコールなど）と架橋反応をするため、架橋剤として樹脂や繊維その他の加工に用いられる。